# Raska
Raska (ukr. Раска) – wieś na Ukrainie w rejonie buczańskim obwodu kijowskiego.